# 2020 FNS歌謡祭 夏
『2020 FNS歌謡祭 夏』（2020 エフエヌエスかようさい なつ）は、フジテレビ系列で2020年8月26日 18:30 - 23:03（JST）に生放送された通算9回目の『FNS歌謡祭 夏』である。通称は『夏のFNS』または『夏の歌謡祭』。

## 概要
2020年8月6日放送の『VS嵐』の番組終盤で発表された。前年まで『FNSうたの夏まつり』として放送されていたが、本年から『FNS歌謡祭 夏』へ番組名を改題して放送される。総合司会は『2019 FNS歌謡祭』に引き続き、嵐の相葉雅紀と当時のフジテレビアナウンサーの永島優美が務めた。
本年の番組のテーマは「今この時、心から届けたい曲」だった。
前年まで例年の『FNSうたの夏まつり』は7月下旬もしくは8月上旬に放送されていたが、本年の『FNS歌謡祭 夏』は新型コロナウイルスによる影響で例年より遅い時期となる8月下旬の放送となった。
『2019 FNS歌謡祭』の第1夜に引き続き、放送時間は例年の『FNSうたの夏まつり』より30分早い18:30開始となったが、終了時間は25分早い23:03終了となったため、前年より5分拡大となった。
また、今回は当番組を含めて、翌日（8月27日）放送の『VS嵐』と『嵐ツボ』といった3番組を『夏嵐』 と題して、嵐が出演する各番組を盛り上げる企画枠で放送された。
平均視聴率は第1部（18:30 - 19:00）が6.2%、第2部（19:00 - 23:03）が11.1%だった（ビデオリサーチ調べ、関東地区・世帯・リアルタイム）。また、瞬間最高視聴率は20:56・21:00・21:02（JST）、Official髭男dismが「Laughter」を披露するシーンなどで、13.5%だった（ビデオリサーチ調べ、関東地区・世帯・リアルタイム）。

## 当日のステージ
今回のステージの最多出演者は、TUBEの前田亘輝と鈴木雅之であり、それぞれ7曲に参加している。
今回は、全69曲中25曲がコラボレーション（共演）で披露された。
番組序盤では、DA PUMPが自身のプロデューサーで師匠であるm.c.A・Tとのテレビ初のコラボレーションによるそれぞれのヒット曲を4曲のスペシャルメドレーを披露した。番組のオープニング前に行われた。また、「FNS限定 ディズニーメドレー」として『ハイスクール・ミュージカル』『2分の1の魔法』『ムーラン』といった各作品の主題歌や挿入歌を出演アーティスト同士のカバー・コラボレーションのスペシャルメドレーが披露された。さらに、過去のフジテレビの音楽番組で披露された夏の名曲のパフォーマンス映像を一挙にVTRで振り返る「今、届けたい夏の名曲集」が行われた。
番組前半では、出演アーティストによるご本人歌唱やカバーなどで夏うたヒット曲メドレーを披露した。また、Little Glee Monsterが新型コロナウイルスによる影響で活動が制限されて今年は中止となった『NHK全国学校音楽コンクール』の受賞歴を持つ大阪市立文の里中学校のコーラス部を中心とした全国の中学校のコーラス部のリモートによるコラボレーションで「足跡」を披露した。さらに、今年デビュー15周年を迎えたPerfumeがヒット曲と新曲を合わせた2曲のFNS限定のスペシャルメドレーと今年デビュー25周年を迎えたV6がヒット曲と新曲を合わせた3曲のFNS限定のスペシャルメドレーをそれぞれ披露した。他では、今年デビュー40周年を迎えた鈴木雅之と今年デビュー35周年を迎えたTUBEがそれぞれのヒット曲を交互にコラボレーションで6曲のスペシャルメドレーで披露した。
番組中盤では、嵐が共に20周年を迎えたアニメ『ONE PIECE』とのコラボレーションでデビュー曲「A・RA・SHI」の“Reborn”シリーズによるアレンジバージョン「A-RA-SHI : Reborn」を披露した。また、共に今年デビュー20周年を迎えたAIと倖田來未がコラボレーションでそれぞれのヒット曲である「Story」と「愛のうた」を披露した。さらに、Little Glee Monsterがアカペラによる5曲のスペシャルカバーメドレーを披露した（楽曲は下記参照）。
番組後半では、新型コロナウイルスによる影響で元気が少ない日本を名曲で勇気づける特別企画「今、届けたい名曲メドレー」として出演アーティストによるカバーやコラボレーションでスペシャルメドレーを披露した。また、三代目 J SOUL BROTHERS from EXILE TRIBEが高校ダンス部日本一に輝いた同志社香里高等学校のダンス部を中心とした全国の高校のダンス部のリモートによるコラボレーションで「Movin' on」を披露した。
番組終盤では、浜崎あゆみがヒット曲と新曲のスペシャルメドレーを披露した。
DA PUMPの新曲「Fantasista〜ファンタジスタ〜」はこれがテレビ初披露となった。
尚、番組全体は生放送だが、新型コロナウイルスによる感染拡大防止対策で大半のアーティストを事前収録での出演にして3つの密を避ける配慮で放送された。
ジャニーズ事務所からはV6、嵐、Hey! Say! JUMP、ジャニーズWESTの4組が出演した。また、この年からジャニーズ事務所所属アーティストは「FNS歌謡祭 夏」と年末の「FNS歌謡祭」に出演が分かれるようになった。
今回は明日海りお、池田エライザ、瑛人、m.c.A・T、Official髭男dism、上白石萌音、木嶋真優、城南海、清塚信也、志尊淳、s**t kingz、SEVENTEEN、Disney 声の王子様 Voice Stars、東京事変、BTS、平手友梨奈、満島ひかり、RADWIMPS、LOVE PSYCHEDELICOの19組のアーティストが『FNS歌謡祭 夏』に初出演した。
さだまさしは2013年以来の7年ぶり、絢香・ナオト・インティライミ・Perfume・V6は2016年以来の4年ぶり、森山直太朗は2017年以来の3年ぶりの『FNS歌謡祭 夏』の出演となった。
トップバッターは、DA PUMPとm.c.A・Tがそれぞれ初めて担当して両者の共演でスペシャルメドレーでの最初の曲として「Feelin' Good -It's PARADISE-」を披露した。
大トリは、もう一つのスペシャル企画で「今、この時。心から届けたい曲」として総勢17組の出演アーティスト（下記参照）が担当して井上陽水・安全地帯の名曲「夏の終りのハーモニー 」を披露した。

## 出演者

### 司会
- 相葉雅紀（嵐）
- 永島優美（当時：フジテレビアナウンサー）

### 出演アーティスト
- AI
- 明日海りお
- 絢香
- 嵐
- 池田エライザ
- 瑛人
- AKB48
- m.c.A・T
- Official髭男dism
- 上白石萌音
- 木嶋真優
- 城南海
- 清塚信也
- 倖田來未
- さだまさし
- 三代目 J SOUL BROTHERS from EXILE TRIBE
- 志尊淳
- s**t kingz
- ジャニーズWEST[注 7]
- JUJU
- 城田優
- 鈴木雅之
- SEVENTEEN
- 髙橋真梨子
- DA PUMP
- TUBE
- Disney 声の王子様 Voice Stars（天﨑滉平、荒牧慶彦、木村昴、高野洸、橋本祥平、山谷祥生）
- 東京事変
- ナオト・インティライミ
- 乃木坂46
- Perfume
- 浜崎あゆみ
- BTS
- 平手友梨奈
- V6
- Hey! Say! JUMP
- 三浦大知
- 満島ひかり
- 森高千里
- 森山直太朗
- RADWIMPS
- LOVE PSYCHEDELICO
- LiSA
- Little Glee Monster

### 音楽・演奏
- 武部聡志音楽団

音楽監督&Pf.：武部聡志／演奏：Dr. 村石雅行、Ba. 浜崎賢太、Gt. 遠山哲朗、Key. 清水俊也、MNP. 前田雄吾

## セットリスト
| 順番 | アーティスト | 楽曲                                                     |
| ---- | --- | -------------------------------------------------------- |
| 1    | DA PUMP×m.c.A・T | Feelin' Good -It's PARADISE- (1997/DA PUMP)              |
| 2    | m.c.A・T×DA PUMP | Bomb A Head! (1993/m.c.A・T)                             |
| 3    | DA PUMP×m.c.A・T | ごきげんだぜっ! 〜Nothing But Something〜 (1998/DA PUMP) |
| 4    | DA PUMP×m.c.A・T | U.S.A. (2018/DA PUMP)                                    |
| 5    | AKB48 | 会いたかった (2006)                                      |
| 6    | AKB48 | フライングゲット (2011)                                  |
| 7    | AKB48 | 恋するフォーチュンクッキー (2013)                        |
| 8    | Disney 声の王子様 Voice Stars | みんなスター! (2006/ハイスクール・ミュージカルキャスト)  |
| 9    | 志尊淳×城田優 | 全力少年 (2005/スキマスイッチ)                           |
| 10   | 明日海りお×城南海 | リフレクション                                           |
| 11   | 嵐 | Happiness (2007)                                         |
| 12   | Hey! Say! JUMP | 夏の王様 (2000/KinKi Kids)                               |
| 13   | 乃木坂46 | 夏の扉 (1981/松田聖子)                                   |
| 14   | 森高千里 | ファイト!! (1991)                                        |
| 15   | 森高千里 | 気分爽快 (1994)                                          |
| 16   | 三浦大知 | Yours                                                    |
| 17   | 髙橋真梨子 | 五番街のマリーへ (1973/ペドロ&カプリシャス)              |
| 18   | 髙橋真梨子 | 桃色吐息 (1984)                                          |
| 19   | Little Glee Monster×中学生コーラス部 | 足跡 (Little Glee Monster)                               |
| 20   | 森山直太朗×平手友梨奈 | 生きてることが辛いなら (2008/森山直太朗)                 |
| 21   | Perfume | Dream Fighter (2008)                                     |
| 22   | Perfume | Time Warp                                                |
| 23   | 上白石萌音 | 白い泥                                                   |
| 24   | 東京事変 | 女の子は誰でも (2011)                                    |
| 25   | V6 | TAKE ME HIGHER (1996)                                    |
| 26   | V6 | Believe Your Smile (1999)                                |
| 27   | V6 | It's my life                                             |
| 28   | TUBE×鈴木雅之 | シーズン・イン・ザ・サン (1989/TUBE)                     |
| 29   | 鈴木雅之×TUBE | め組のひと (1983/ラッツ&スター)                          |
| 30   | TUBE×鈴木雅之 | あー夏休み (1990/TUBE)                                   |
| 31   | 鈴木雅之×TUBE | ランナウェイ (1980/シャネルズ)                           |
| 32   | TUBE×鈴木雅之 | ガラスのメモリーズ (1992/TUBE)                           |
| 33   | 鈴木雅之×TUBE | ガラス越しに消えた夏 (1986/鈴木雅之)                     |
| 34   | ナオト・インティライミ×s**t kingz | 未来へ (2016/ナオト・インティライミ)                     |
| 35   | 志尊淳 | きぼうのあしおと                                         |
| 36   | Hey! Say! JUMP | Your Song                                                |
| 37   | ジャニーズWEST | 証拠                                                     |
| 38   | BTS | Stay Gold                                                |
| 39   | LOVE PSYCHEDELICO | LADY MADONNA 〜憂鬱なるスパイダー〜 (2000)               |
| 40   | 瑛人×EXILE NAOTO | 香水 (2019/瑛人)                                         |
| 41   | LiSA | 紅蓮華 (2019)                                            |
| 42   | Official髭男dism | Laughter                                                 |
| 43   | 嵐×ワンピース | A-RA-SHI : Reborn (2019/嵐)                              |
| 44   | 倖田來未×AI | 愛のうた (2007/倖田來未)                                 |
| 45   | AI×倖田來未 | Story (2005/AI)                                          |
| 46   | 上白石萌音×池田エライザ | I believe (2006/絢香)                                    |
| 47   | 絢香×三浦大知 | ねがいぼし                                               |
| 48   | Little Glee Monster | あとひとつ (2010/FUNKY MONKEY BABYS)                     |
| 49   | Little Glee Monster | 何度でも (2005/DREAMS COME TRUE)                         |
| 50   | Little Glee Monster | ハピネス (2011/AI)                                       |
| 51   | Little Glee Monster | 宿命 (2019/Official髭男dism)                             |
| 52   | Little Glee Monster | たしかなこと (2005/小田和正)                             |
| 53   | SEVENTEEN | 24H                                                      |
| 54   | 乃木坂46 | Route 246                                                |
| 55   | DA PUMP | Fantasista〜ファンタジスタ〜                             |
| 56   | 東京事変 | 赤の同盟                                                 |
| 57   | 池田エライザ | 時代 (1975/中島みゆき)                                   |
| 58   | さだまさし×清塚信也 | いのちの理由 (2009/さだまさし)                           |
| 59   | JUJU×木嶋真優 | 奇跡を望むなら... (2006/JUJU)                            |
| 60   | 絢香 | 糸 (1998/中島みゆき)                                     |
| 61   | 三代目 J SOUL BROTHERS×高校ダンス部 | Movin' on (三代目 J SOUL BROTHERS)                       |
| 62   | RADWIMPS | 夏のせい                                                 |
| 63   | BTS | MIC Drop (2017/防弾少年団)                               |
| 64   | Official髭男dism | HELLO                                                    |
| 65   | 満島ひかり | ファイト! (1994/中島みゆき)                              |
| 66   | 浜崎あゆみ | Dreamed a Dream                                          |
| 67   | 浜崎あゆみ | You & Me (2012)                                          |
| 68   | 嵐 | IN THE SUMMER                                            |
| 69   | AI・明日海りお・嵐・池田エライザ・ 上白石萌音・木嶋真優・城南海・倖田來未・志尊淳・ ジャニーズWEST・JUJU・城田優・鈴木雅之・ 前田亘輝(TUBE)・森山直太朗・LiSA・Little Glee Monster | 夏の終りのハーモニー (1986/井上陽水・安全地帯)           |

### VTR
今、届けたい夏の名曲集
- Mr.Children「未来」(2005) 『僕らの音楽』より
- JUDY AND MARY「Over Drive」(1995) 『HEY!HEY!HEY! MUSIC CHAMP』より
- 織田裕二「Love Somebody」(1997) 『僕らの音楽』より
- SPEED「Body & Soul」(1996) 『888スペシャル BAN!BAN!見せます! フジテレビまつり!』より
- 19「あの紙ヒコーキ くもり空わって」(1999) 『HEY!HEY!HEY! MUSIC CHAMP』より
- 松任谷由実×aiko「ひこうき雲」(1973/荒井由実) 『松任谷由実のオールナイトニッポンTV』より
- 嵐×ゆず「夏疾風」(2018/嵐) 『2018 FNS歌謡祭』より

## スタッフ
- 音楽監督：武部聡志
- セットデザイン：鈴木賢太
- 美術プロデューサー：三竹寛典
- アートコーディネーター：西嶋友里、鈴木あみ
- 大道具：浅見大、井田正也
- アクリル装飾：斉藤祐介
- アートフレーム：石井智之、加藤悟
- 電飾：白鳥雄一、後藤佑介、川西紘平
- 植木装飾：後藤健
- 視覚効果：倉谷美奈絵
- 装飾：門間誠
- メイク：山田かつら
- 楽器：島津哲也
- LED：齋藤淳之介、河本祥太
- スタジオCG：笹生宗慶
- TD／SW：米山和孝
- SW：斉藤伸介、馬場義土
- カメラ：片野裕史
- 音声：吉永哲也、太田宗孝
- VE：米田祐基
- 照明プロデューサー：植松晃一
- 照明デザイン：大野遥平、紙透貴仁
- 照明：山本修平、清水美花
- PA：渡眞利泰樹、須藤傑
- クレーン：明光セレクト
- LSM：中山隆
- CG：西野孝夫
- AR：上田容一郎、園田光弘
- 音楽コーディネート：大滝拓見
- 振付：Seishiro、赤沼秀実
- 編成：長嶋大介
- 広報：平井隆
- ホームページ担当：城増美、渋沢恵
- テロップ送出：宮崎かおる、草崎祐一郎
- 音響効果：中田圭三、野呂楓子
- 編集：小島嘉隆、坂本貴志
- MA：藤井啓介
- タイトルCG：古畑資展
- 編集CG：渡辺之雄
- 場内管理：坂井伸治
- TK：平野美紀子、高木美紀
- デスク：富張明子
- 協力：ハーフトーンミュージック
- 美術協力：フジアール、チトセアート、ナカムラ綜美、エスケイシステム、興進電化、テルミック、野沢園、東京特殊効果、テレフィット、山田かつら、東京チューブ
- 技術協力：fmt、共同テレビジョン、サンフォニックス、放映サービス、田中電設、共立、ワンツー・ワンツー、ウエストワン、RRONE★VILLAGE、ピーシーライツ、4-Legs、MTプランニング、digidelic、Feel Live Inc.
- 制作協力：イースト・エンタテインメント、クリーク・アンド・リバー社、デジタルスペック
- 撮影協力：アクアシティお台場
- 衣裳協力：CELFORD、FRAY I.D、TADASHI SHOJI
- 制作：太田一平
- エグゼクティブ・プロデューサー：石田弘
- 構成：山内浩嗣
- 制作進行：川上惇
- 編集ディレクター：黒岩栄治、吉田誠、渡辺由貴
- 送出ディレクター：志賀一寿、阪本玲以
- フロアディレクター：大野悟、後藤悠樹
- ロケディレクター：松清弘卓、松舘ちひろ
- プロデューサー：中村峰子、土田芳美、宇賀神裕子、後藤夏美、加藤万貴、早川和希
- 演出：島田和正
- プロデューサー・演出：浜崎綾
- 総合演出：松永健太郎
- チーフプロデューサー：三浦淳
- 制作：フジテレビ編成制作局制作センター第二制作室
- 制作著作：フジテレビ

## その他
- 当初はGENERATIONS from EXILE TRIBEが番組に出演予定だったが、メンバーの数原龍友が新型コロナウイルスに感染したことにより各機関との協議の結果、他のメンバーも含めグループの出演を取り止めにすることが決定した[7]。

## 関連番組
- VS嵐

当番組の司会を務める相葉雅紀が嵐としてレギュラー出演しているバラエティ番組。
- FNS歌謡祭 夏 みどころ解説

当番組の放送の前週から当週にかけて5回にわたって、同年8月21日 0:25 - 0:35、8月22日 0:55 - 1:05、8月23日 1:45 - 1:55、8月25日 0:25 - 0:35、8月26日 0:25 - 0:35で放送される事前番組。
相葉が進行を務めて番組に出演するアーティストがインタビュー形式で本年の企画・みどころを紹介する。
フジテレビと一部の系列局で放送。
- Love music

同年8月24日 0:30 - 1:25に「FNS歌謡祭 夏 直前スペシャル!」と題して放送。